# Montour (Nueva York)
Montour es un pueblo ubicado en el condado de Schuyler en el estado estadounidense de Nueva York. En el año 2000 tenía una población de 2,446 habitantes y una densidad poblacional de 51 personas por km².

## Geografía
Montour se encuentra ubicado en las coordenadas 42°20′24″N 76°50′3″O / 42.34000, -76.83417.

## Demografía
Según la Oficina del Censo en 2000 los ingresos medios por hogar en la localidad eran de $33,879, y los ingresos medios por familia eran $42,303. Los hombres tenían unos ingresos medios de $30,774 frente a los $21,618 para las mujeres. La renta per cápita para la localidad era de $16,983. Alrededor del 11.7% de la población estaban por debajo del umbral de pobreza.